# Philippseck (Butzbach)
Philippseck war eine kurzlebige frühere Gemeinde im damaligen hessischen Landkreis Friedberg, die die zwei benachbarten Orte Fauerbach vor der Höhe und Münster umfasste und die in der Stadt Butzbach aufging. 

## Geographische Lage
Das Gemeindegebiet von Philippseck lag im Westen der Wetterau an der Grenze zum waldreichen Hintertaunus. Beide Ortsteile der Gemeinde liegen am Fauerbach, einem linken nördlichen Zufluss der Usa bei Ober-Mörlen. Das frühere Schloss Philippseck oberhalb von Münster bzw. das dazugehörige Amt gab der Gemeinde den Namen.

## Geschichte
Die Gemeinde Philippseck entstand im Zuge der Gebietsreform in Hessen am 31. Dezember 1970 durch freiwilligen  Zusammenschluss der bis dahin selbständigen Gemeinden „Fauerbach vor der Höhe“ und Münster zu einer Gemeinde mit dem Namen Philippseck. Nach nur 13 Monaten wurde diese Neubildung am 1. Februar 1972 zusammen mit der Gemeinde Bodenrod auf freiwilliger Basis in die Stadt Butzbach eingegliedert.